# Канонник

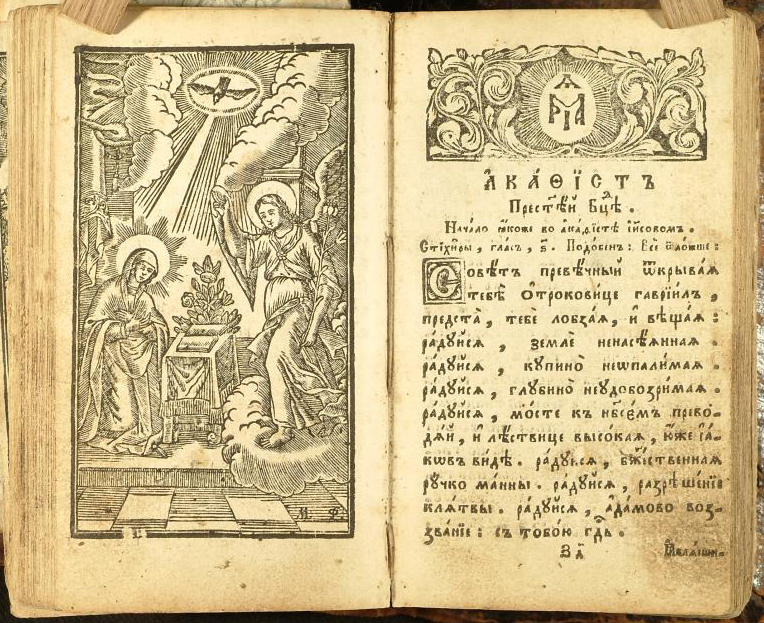
Канонник. Киев. 1680 год.
Тип. Киево-Печерской лавры.

Кано́нник или полный молитвослов — богослужебная книга, содержащая в себе избранные каноны, акафисты, ежедневное молитвенное правило и последование ко Святому Причащению для церковной и келейной (домашней) молитвы. 
Для церковного богослужения в каноннике имеются молитвословия, используемые преимущественно во время повечерий, полунощниц и молебнов. В настоящее время состав канонников разных редакций существенно отличаются друг от друга, как издаваемых отдельными книгами, так и принадлежащих Следованной Псалтири.
На формирование состава канонника оказывали воздействие ежедневные молебны в связи с разными нуждами. В XVI-XVII вв. во время совершения ежедневных молебнов пелись каноны в зависимости от дня недели и памяти рядового святого. Эти правила отражены во многих славянских памятниках, например в рукописи РГБ. Ф. 304.1. № 286. Однако репертуар канонов для молебнов был шире, чем для келейного правила на повечерии. Это обусловило расширение состава многих канонников за счет канонов в честь праздников и святых, а также канонов на различные нужды (о болящем, на бездождие и др.) и молебные действа (на Новое лето, о Страшном Суде, см.: РГБ. Ф. 304.I. № 284. Канонник XVII в.). Значительное число канонов на различные нужды вместе со священническими молитвами включено в рукопись ГИМ. Син. № 468 (Горский, Невоструев. Описание. Отд. 3. Ч. 2. С. 264-275), которая определена как канонник, хотя по содержанию более близка к Требнику.